# قلعه هایدلبرگ
قلعه هایدلبرگ (به آلمانی: Heidelberger Schloss) یکی از کاخ‌های باستانی آلمان است. این قصر که علامت شهر هایدلبرگ است، یکی از مقرهای حکومت پادشاهان آلمان بوده است. این قصر که در ارتفاع ۸۰ متری مشرف به منطقه قدیمی شهر بنا شده است، توسط سربازان لویی چهاردهم خراب شد. کاخ هایدلبرگ اکنون معروف‌ترین مخروبه آلمان است.

## نگارخانه

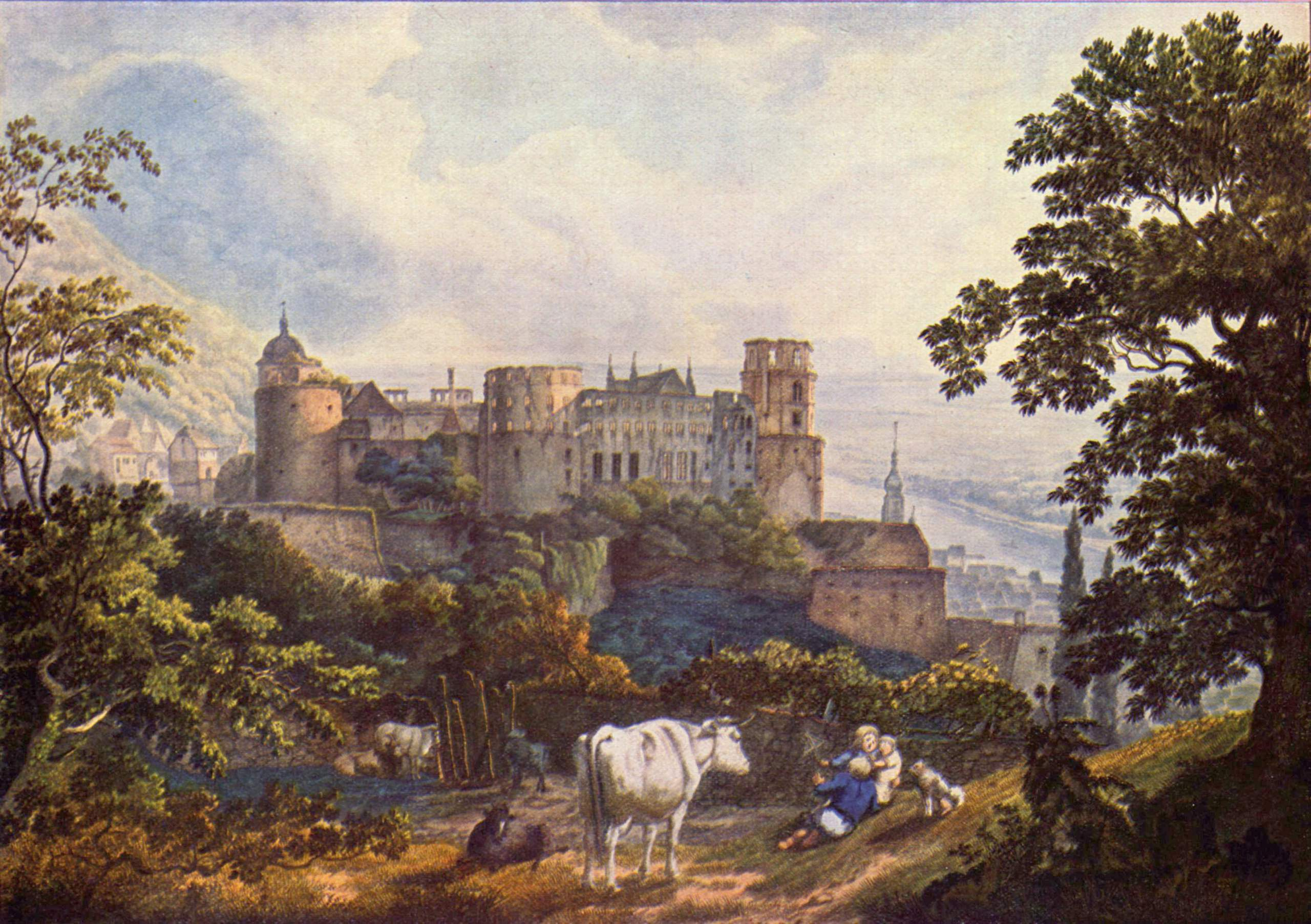
قلعه در اولیل سده 19 میلادی, اثر Karl Philipp Fohr
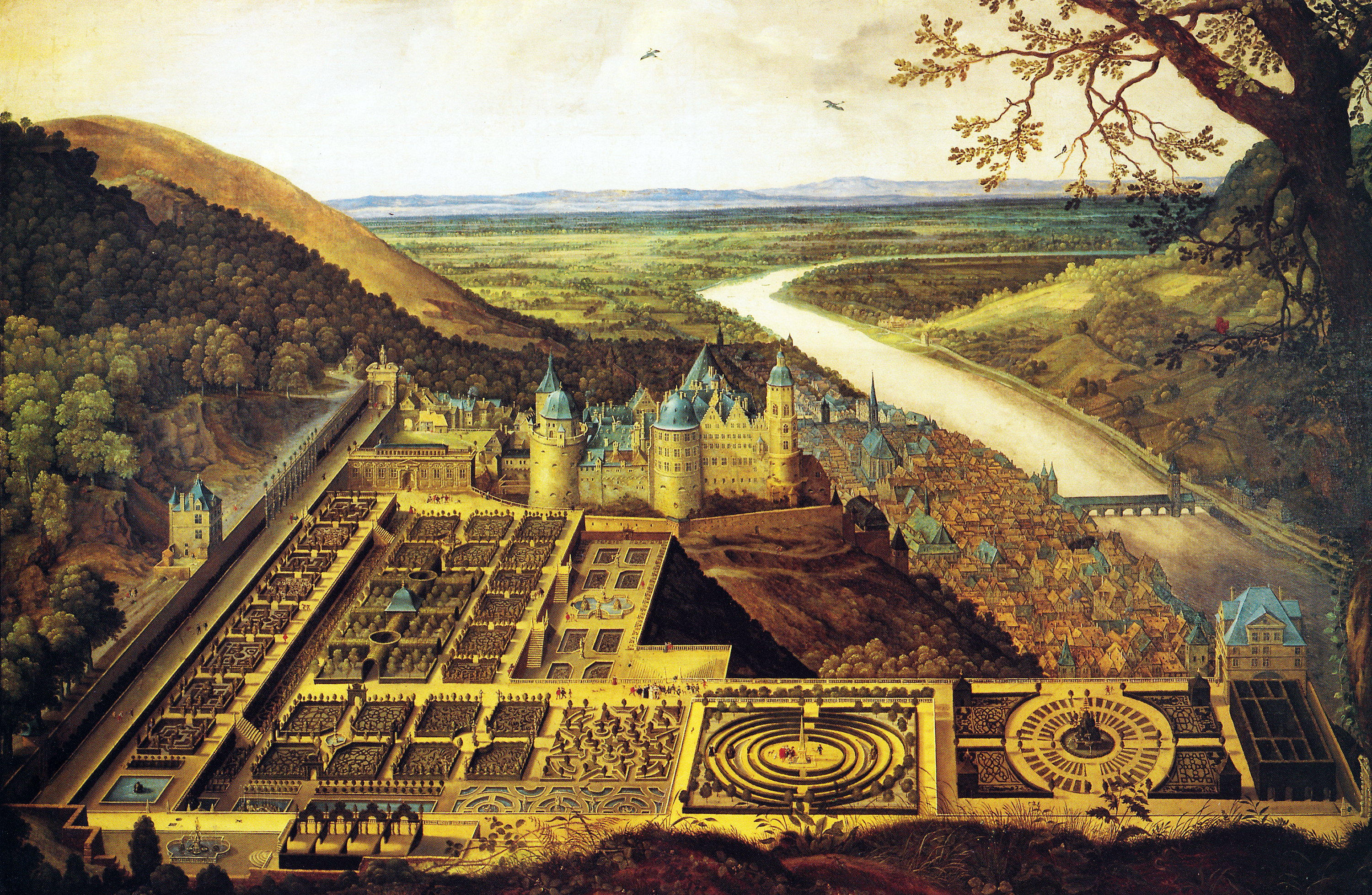
قلعه & باغ‌های (1650) پیش از آتش‌سوزی‌ها و جنگ‌ها.
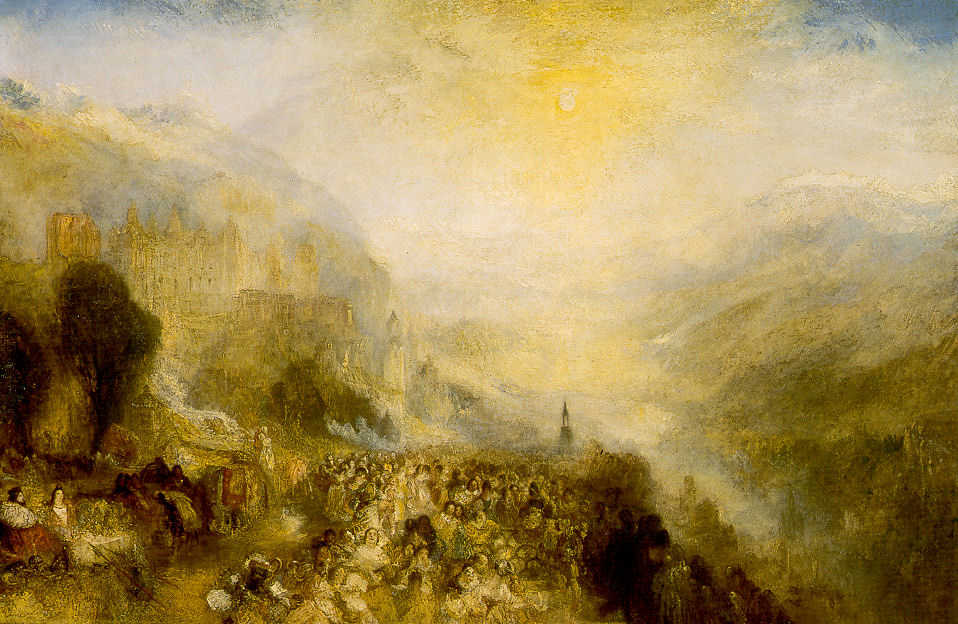
نقاشی رمانتیسم اثر ویلیام ترنر depicting the castle.
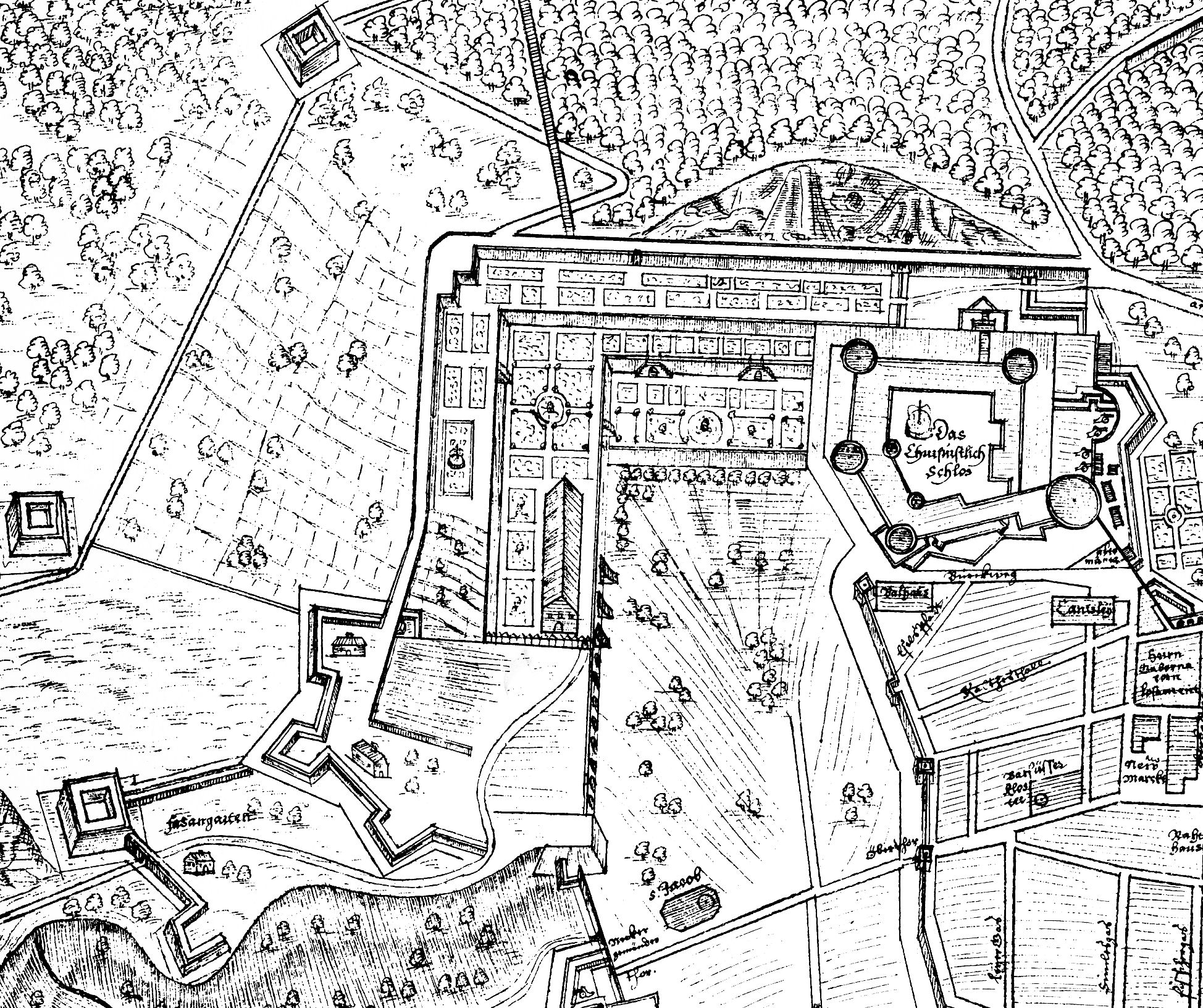
Plan of the Castle and its Defenses from 1622.
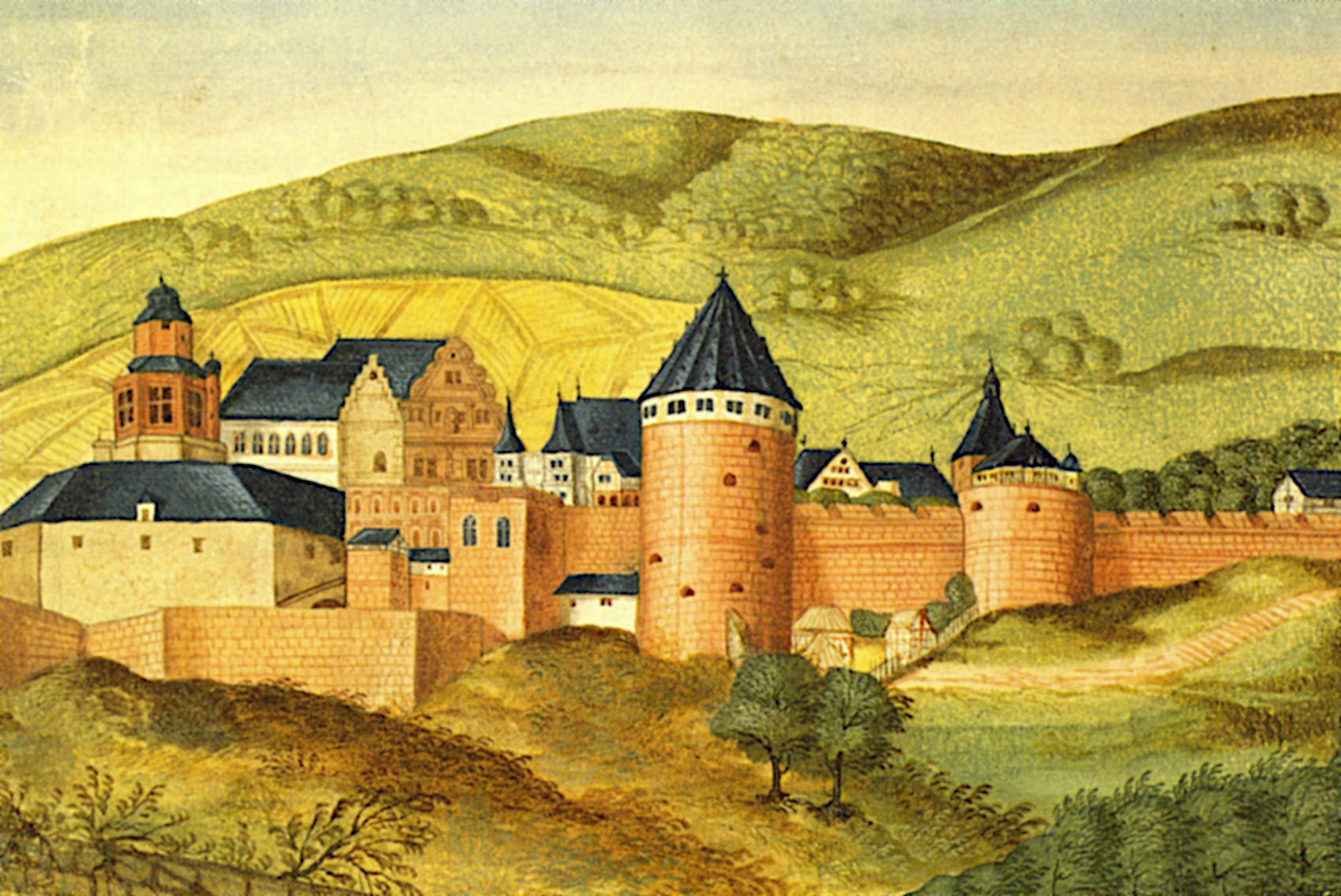
The castle as it appears in the Thesaurus Pictuarum, حدود سده ۱۶ میلادی.
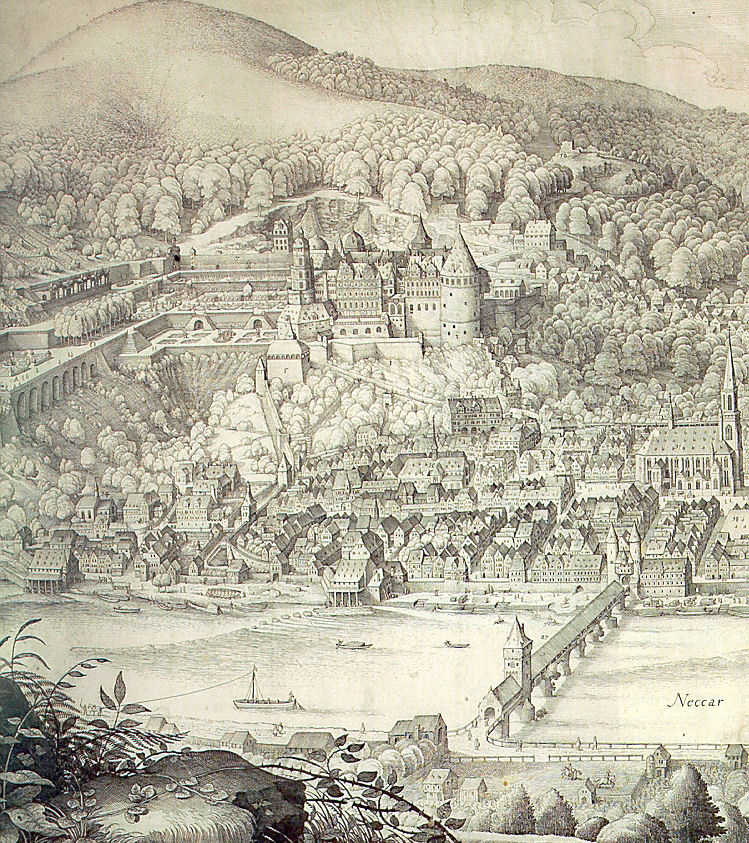
قلعه و برج, اثر Matthäus Merian.
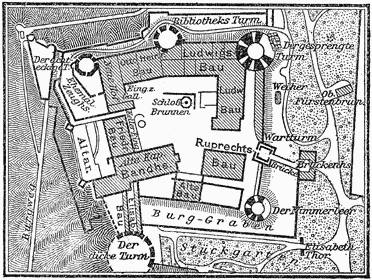
Castle floor plan, 1888.
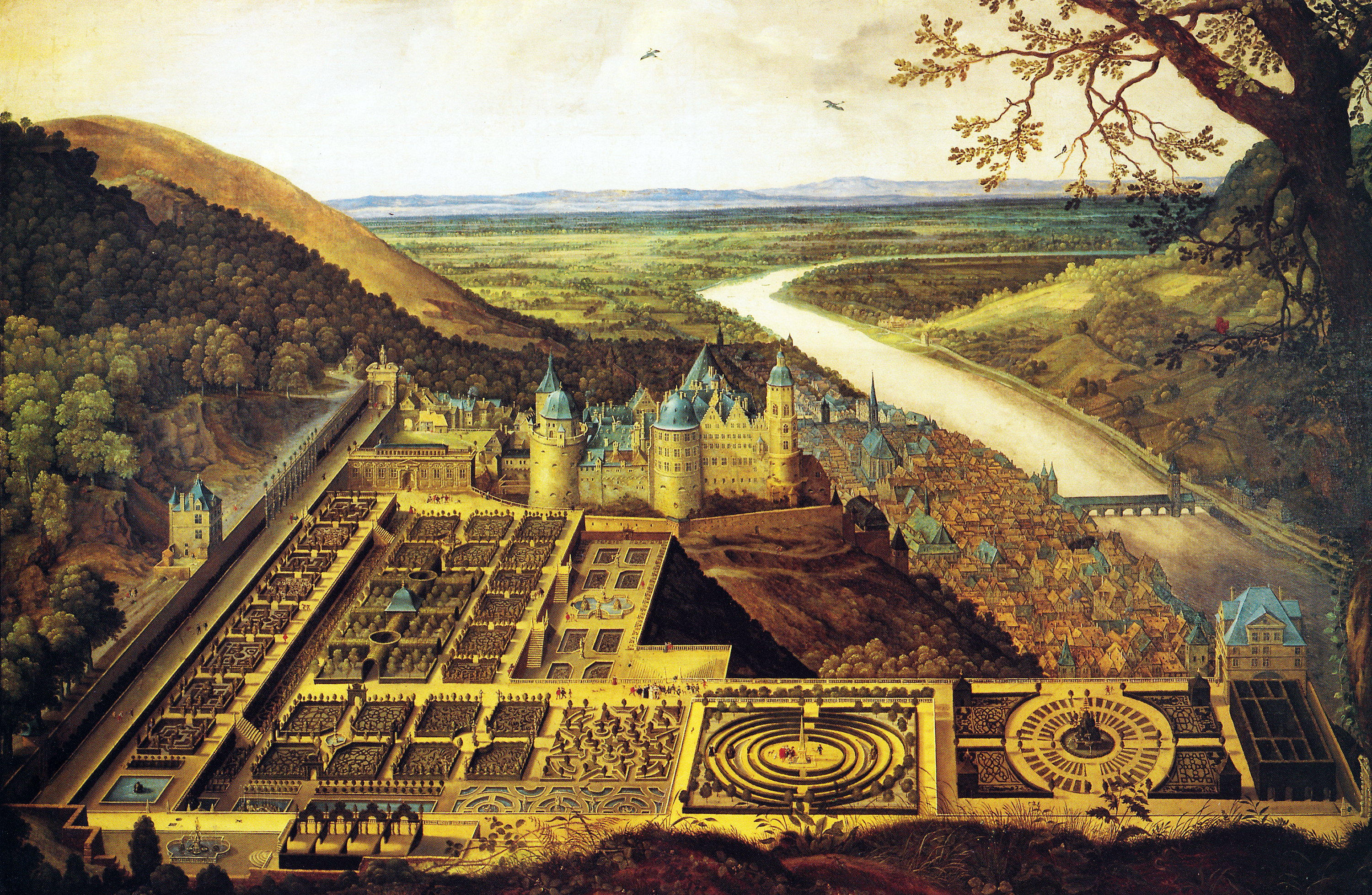
قلعه هایدلبرگ: به همراه باغ Hortus Palatinus.